# Марина ди Пиза (Пиза)
Марина ди Пиза је насеље у Италији у округу Пиза, региону Тоскана.
Према процени из 2011. у насељу је живело 4000 становника. Насеље се налази на надморској висини од -9999 м.